# لوناچیکس
لوناچیکس (به انگلیسی: Lunachicks) گروهٔ موسیقی پانک راک اهل نیویورک است که در سال ۱۹۸۷ به‌وجود آمد و از سال ۲۰۰۱ مرخصی گرفته بود و در سال ۲۰۱۹ باز ایجاد شد.